# Litoprosopus confligens
Litoprosopus confligens là một loài bướm đêm trong họ Erebidae.